# Calochortus raichei
Calochortus raichei là một loài thực vật có hoa trong họ Liliaceae. Loài này được Farwig & V.Girard miêu tả khoa học đầu tiên năm 1987.